# Плотников, Константин Андреевич
Константи́н Андре́евич Пло́тников (род. 10 февраля 1990, Ленинград) — российский актёр театра и кино. Известен по роли Михаила Горшенёва в сериале «Король и Шут».

## Биография
Родился 10 февраля 1990 года в Ленинграде. Получил два высших образования, окончил Российский государственный институт сценических искусств и Санкт-Петербургский государственный институт кино и телевидения.
После школы он поступил на факультет экономики в ГИСИ, не собираясь становится актёром. Окончив учебное заведение, четыре года работал менеджером по работе с корпоративными клиентами.
Позже Плотников учился на подготовительных курсах актёрского отделения и, сдав вступительные экзамены, на платной основе поступил в вуз. Чтобы оплачивать учёбу, будущий актёр устроился уборщиком. Рано утром убирал магазин Zara, а потом шёл на занятия. Перенимал актёрское мастерство у заслуженного артиста России Сергея Бызгу. Окончил учебное заведение в 2018 году.

## Карьера в театре
Артист санкт-петербургского театра «Цехъ», играет в спектакле «Вернувшиеся». Выступил режиссёром моноспектакля «Мир не идеален». 
Выступал в спектакле «Квадрат» драматурга Дмитрия Крестьянкина, которая была представлена на «Золотой маске» 2022..
Играл Плюма в постановке «О мышах и людях», Ричарда III в «Драматург и я», Гаса в «Немом официанте» и шута Феста в «Двенадцатой ночи». 

## Карьера в кино
Дебютировал в кино в сериале «Пять минут тишины. Возвращение». Появлялся в проектах «Невский», «Чингачгук» «Вертинский». В 2022 году сыграл эпизодическую роль офицера в «Союзе Спасения. Время гнева» и в роли Степан в четвёртый сезон «Великолепной пятерки».
Летом 2022 года создатели сериала «Король и Шут» объявили что он исполнит роль одного из фронтменов группы Михаила Горшенёва. А его коллегу, Андрея Князева, сыграл Владислав Коноплёв.
В марте 2023 года на онлайн-кинотеатре «Кинопоиск» вышли две серии сериала.  

## Озвучивание
В 2023 году Плотников озвучил енота Ракету в неофициальном дубляже фильма «Стражи Галактики. Часть 3», созданный студией Red Head Sound актёра дубляжа Дмитрия Череватенко.
В 2024 году озвучил аудиокнигу современного писателя Аль Джу «Дальше не помню».

## Личная жизнь
Жена — актриса Любовь Виролайнен-младшая (внучка заслуженной артистки РСФСР Любови Виролайнен). В браке с 2022 года. Дочь — Ева.

## Фильмография
| Год  |    | Название                                  | Роль                      |
| ---- | -- | ----------------------------------------- | ------------------------- |
| 2018 | с  | Пять минут тишины. Возвращение            | Гриня                     |
| 2021 | с  | Вертинский                                | Имя персонажа не указано  |
| 2021 | ф  | Общага                                    | Женя Горохов              |
| 2021 | тф | Психология преступления. Перелётная птица | Игнат                     |
| 2022 | с  | Невский. Охота на Архитектора             | Димон                     |
| 2022 | с  | Чингачгук                                 | Пастух                    |
| 2022 | с  | Великолепная пятёрка-4                    | Степан                    |
| 2022 | ф  | Родитель                                  | мим                       |
| 2022 | с  | Союз Спасения. Время гнева                | офицер                    |
| 2022 | с  | Наш спецназ                               | Лопатин                   |
| 2023 | с  | Русские                                   | Славик                    |
| 2023 | с  | Король и Шут                              | Михаил Горшенёв, «Горшок» |
| 2023 | тф | Король и Шут: Сказка о Горшке и Князе     | Михаил Горшенёв, «Горшок» |
| 2024 | с  | Наследство                                | Смотритель кладбища       |
| 2024 | с  | Спойлер                                   | режиссёр эфира            |
| 2024 | с  | Безбашенная (в производстве)              | биолог                    |
| 2024 | с  | Калимба                                   | Андрей                    |
| 2024 | с  | Миля                                      | администратор отеля       |
| 2025 | с  | Государь                                  | Пётр I                    |
| 2026 | ф  | Король и Шут. Навсегда                    | Михаил Горшенёв, «Горшок» |